# Булмага, Вику
Вику Булмага (рум. Vicu Bulmaga; род. 5 июля 2003, Теленешть) — молдавский футболист, полузащитник клуба «Ислочь».

## Карьера

### «Дачия-Буюкань»
Воспитанник академии футбольного клуба «Дачия-Буюкань». Летом 2020 года стал тренироваться с основной командой молдавского клуба. Дебютировал за клуб 5 июля 2020 года в матче против клуба «Зимбру», выйдя на замену на 83 минуте. Начинал сезон как игрок скамейки запасных, однако затем футболист смог закрепиться в стартовом составе клуба. Первым результативным действием за клуб отличился 14 марта 2021 года, отдав результативную передачу в матче против клуба «Сперанца». По итогу сезона провёл за клуб 29 матчей во всех турнирах.

### «Теплице»
В августе 2021 года футболист перешёл в чешский клуб «Теплице». Футболист сразу же отправился выступать за резервную команду клуба, за которую дебютировал 15 августа 2021 года в матче против клуба «Хлумец-над-Цидлиноу». За основную команду клуба дебютировал 25 августа 2021 года в матче Кубка Чехии против клуба «Бенешов». Свой дебютный матч в чешской Первой Лиге сыграл 7 ноября 2021 года против пражской «Спарты». По итогу сезона оставался игроком резервной команды, за которую отличился 5 забитыми голами и 3 результативными передачами. Новый сезон футболист начинал в составе резервной команды. Первый матч сыграл 7 августа 2022 года против клуба «Сокол», также отличившись своим первым забитым в сезоне голом. К играм за основную команду футболист по ходу сезона так и не привлекался. За первую половину сезона Богемской футбольной лиги отличился забитым голом и 2 результативными передачами.

### «Ислочь»
В январе 2023 года футболист проходил просмотр в белорусском клубе «Ислочь». В феврале 2023 года пресс-служба «Теплице» официально объявила о переходе футболиста в белорусский клуб. С молдавским футболистом был заключён двухлетний контракт. Дебютировал за клуб 18 марта 2023 года в матче против минского «Динамо». Первым результативным действием за клуб отличился 26 августа 2023 года в матче против бобруйской «Белшины», отдав голевую передачу. В заключительной части чемпионата футболист смог закрепиться в основной команде клуба, преимущественно выходя на поле со скамейки запасных. По итогу сезона футболист вместе с клубом завершил чемпионат на итоговом четвёртом месте.
Новый сезон футболист начал 3 марта 2024 года с четвертьфинального матча Кубка Белоруссии против «Витебска», выйдя на поле в стартовом составе. Первый матч в чемпионате футболист сыграл 15 марта 2024 года против брестского «Динамо», выйдя на поле в стартовом составе. В феврале 2025 года продлил контракт с «Ислочью» еще на один сезон.
В матче 6-го тура высшей лиги 2025 года с командой «Молодечно-2018» оформил хет-трик, забив на 39-й, 47-й и 53-й минутах. Булмага стал первым автором хет-трика в сезоне 2025 года.

## Международная карьера
Выступал в молдавских юношеских сборных до 17 лет и до 19 лет. В 2020 году стал выступать за молодёжную сборную Молдавии. В 2022 году получил вызов в молодёжную сборную Молдавии до 20 лет, за которую начал выступать в роли капитана.